# Famiglia reale svedese

Stemma della famiglia reale svedese

La famiglia reale svedese, sin dal 1818, è composta da un numero di persone della casa reale svedese dei Bernadotte strettamente imparentate con i sovrani di Svezia. Hanno diritto ai titoli ed agli appellativi reali (modo in cui rivolgersi) ed alcuni a partecipare agli impegni ufficiali e alle cerimonie di stato.

## Storia
Una famiglia reale svedese ha potuto essere identificata come esistente già a partire dal X secolo d.C, ma con dettagli più precisi che poterono essere aggiunti solo nel corso dei due o tre secoli che seguirono. I monarchi sono elencati ufficialmente dalla corte reale di Svezia.
Fino al decennio del 1620 le province svedesi erano concesse come appannaggi territoriali ai principi reali che, come i duchi, governavano semi-autonomamente. Da allora, questi ducati provinciali esistono nella famiglia reale solo nominalmente, anche se ogni principe e principessa mantiene tradizionalmente un legame speciale pubblico col "suo" ducato, e talvolta una residenza in esso.
I figli maschi dei re svedesi detenevano il titolo principesco come un grado di nobiltà (ad esempio, Fredrik Vilhelm, Furste av Hessenstein), o come un titolo di cortesia per un ex dinasta (ad esempio, il Principe Oscar Bernadotte) o più spesso, per un dinasta reale (ad esempio, S.A.R. principe Bertil di Svezia, duca di Halland).

## Membri attuali

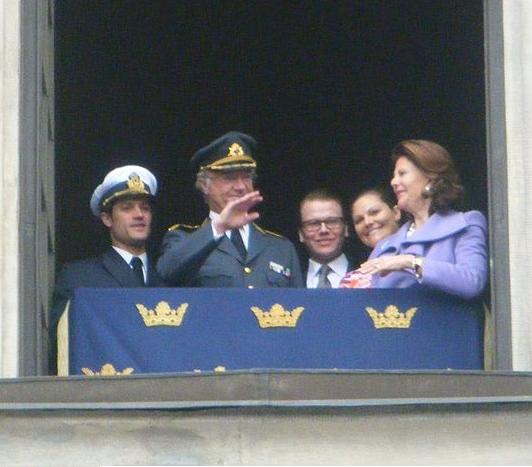
La famiglia reale svedese

La Corte Reale Svedese si divide in Casa Reale (Kungl. Huset) e Famiglia Reale (Kungl. Familjen):

### Casa Reale
I membri della Casa Reale (Kungl. Huset) sono:
- S.M. Re Carlo XVI Gustavo (dal 15 settembre 1973), nato il 30 aprile 1946.
- S.M. Regina Silvia (dal 19 giugno 1976), moglie del Re, nata il 23 dicembre 1943.
  - S.A.R. Principessa Ereditaria Vittoria, Duchessa di Västergötland, figlia maggiore ed erede del Re, nata il 14 luglio 1977.
  - S.A.R. Principe Daniel, Duca di Västergötland, genero del Re, marito della Principessa Ereditaria, nato il 15 settembre 1973.
    - S.A.R. Principessa Estelle, Duchessa di Östergötland, nipote del Re, figlia della Principessa Ereditaria, nata il 23 febbraio 2012.
    - S.A.R. Principe Oscar, Duca di Scania, nipote del Re, figlio della Principessa Ereditaria, nato il 2 marzo 2016.

  - S.A.R Principe Carlo Filippo, Duca di Värmland, unico figlio maschio del Re, nato il 13 maggio 1979.
  - S.A.R. Principessa Sofia, Duchessa di Värmland, nuora del Re, moglie di Carlo Filippo, nata il 6 dicembre 1984.
  - S.A.R. Principessa Maddalena, Duchessa di Hälsingland e Gästrikland, figlia minore del Re, nata il 10 giugno 1982.

### Famiglia Reale
I membri della Famiglia Reale (Kungl. Familjen) sono:
- Principe Alexander, Duca di Södermanland, nipote del Re, figlio del principe Carlo Filippo, nato il 19 aprile 2016.
- Principe Gabriel, Duca di Dalarna, nipote del Re, figlio del principe Carlo Filippo, nato il 31 agosto 2017.
- Principe Julian, Duca di Halland, nipote del Re, figlio del principe Carlo Filippo, nato il 26 marzo 2021.
- Principessa Ines, Duchessa di Västerbotten, nipote del Re, figlia del principe Carlo Filippo, nata il 7 febbraio 2025.
- Signor Christopher O'Neill, genero del Re, marito della Principessa Maddalena, nato il 27 giugno 1974.
- Principessa Leonore, Duchessa di Gotland, nipote del Re, figlia della Principessa Maddalena, nata il 20 febbraio 2014.[2]
- Principe Nicolas, Duca di Ångermanland, nipote del Re, figlio della Principessa Maddalena, nato il 15 giugno 2015.
- Principessa Adrienne, Duchessa di Blekinge, nipote del Re, figlia della Principessa Maddalena, nata il 9 marzo 2018.
- Principessa Margherita, Signora Ambler, prima sorella del Re, nata il 31 ottobre 1934.
- Principessa Désirée, Baronessa Silfverschöld, terza sorella del Re, nata il 2 giugno 1938.
- Principessa Cristina, Signora Magnuson, quarta sorella del Re, nata il 3 agosto 1943.
- Console Tord Magnuson, cognato del Re, marito della Principessa Cristina, nato il 7 aprile 1941.

## Titoli dei membri

### Principe Consorte
Il 24 febbraio 2009, la corte reale svedese annunciò che la Principessa Ereditaria Vittoria avrebbe sposato un cittadino comune, Daniel Westling, il 19 giugno 2010. La Svezia ha praticato la primogenitura del genere-cieco sin dal 1979 (SFS 1979:932). Questo significa che quello della Principessa Vittoria è il primo caso in cui il legittimo erede o meglio ogni principessa svedese che è inclusa nella linea di successione al trono di Svezia (dato che le donne acquisirono tale diritto solo nel 1979) sta per sposarsi. Pertanto, alcune domande sorsero sul come il marito della Principessa Ereditaria sarebbe stato conosciuto dopo il matrimonio.
Quando Carlo XVI Gustavo di Svezia, sposò Silvia Sommerlath nel 1976, interruppe la norma stabilita che i principi svedesi dovessero sposare un reale, al fine di mantenere il diritto di ereditare il trono e i loro titoli reali. Ma gli uomini, che fossero dei reali o no, avevano solo due volte, nei secoli XIII e XVII, ottenuto nuovi titoli o ranghi in quanto coniuge di una principessa svedese, e persino di una regina regnante senza fornire nessun chiaro precedente. (Una di loro era la vedova di un re, un'altra non si sposò e l'ultima abdicò in modo tale che il suo consorte potesse divenire re.) Nel caso di Westling, gli svedesi stanno ora calpestando un nuovo terreno.
La corte svedese annunciò che in seguito al suo matrimonio con la Principessa Vittoria, che è Duchessa di Västergötland avrebbe ricevuto il titolo di "Principe Daniel" e "Duca di Västergötland". Ciò corrisponde alla forma di appellativo utilizzato dai precedenti principi svedesi, incluso il fratello minore di Vittoria, il Principe Carlo Filippo, Duca di Värmland, cioè Principe + Nome di battesimo + Duca di Qualcosa. La novità è che l'elevazione di Westling è avvenuta in concomitanza con il matrimonio, così il suo titolo ducale si riferisce alla provincia stessa di Vittoria (che è anche qualcosa di nuovo per gli uomini). A Daniel Westling è stato anche accordato il trattamento di Altezza Reale (S.A.R.), di cui Vittoria è già in possesso, ed il titolo completo "Principe di Svezia".
Nel 2013 la Principessa Maddalena, seconda figlia del Re, sposa Christopher O'Neill, al quale fu offerto dal Re il titolo di Principe di Svezia e Duca di Hälsingland e Gästrikland, similmente al cognato Principe Daniel, ma volendo mantenere la sua cittadinanza originaria e non volendo abbandonare il suo lavoro per dedicarsi agli impegni della Casa Reale (condizioni necessarie per ottenere un titolo svedese), rifiutò cortesemente i titoli offerti dal suocero. 
Nel 2015 il Principe Carlo Filippo, unico figlio maschio del Re, sposa Sofia Hellqvist, che dopo le nozze, similmente al cognato Principe Daniel, e come da tradizione, viene creata S.A.R. Principessa Sofia, Duchessa di Värmland, assumendo i titoli del marito.

### Sorelle del Re
A differenza della Principessa Brigitta, seconda sorella del Re, che sposò il Principe Giovanni Giorgio di Hohenzollern, e mantenne il titolo di Principessa di Svezia, le Principesse Margherita, Désirée e Cristina, sorelle del Re, rimangono principesse per titolo onorifico ma non sono più denominate Principessa di Svezia con l'appellativo di Altezza Reale. Ciò è determinato dai loro matrimoni con persone che non sono reali, che non erano considerate alleanze dinastiche costituzionalmente adeguate in quel periodo e quindi non furono approvate dal loro nonno, Re Gustavo VI Adolfo (per Margaretha e Désirée) o dal loro fratello (per Christina). Per i matrimoni di questo tipo, diversi parenti di sesso maschile nella Casata Bernadotte hanno rinunciato ai loro posti nella linea di successione al trono svedese e a tutti i titoli reali (vedi Bernadotte af Wisborg). Poiché le donne non avevano diritto a succedere al trono prima del 1979, le tre sorelle sono state autorizzate a mantenere il prefisso "Principessa" come titolo simbolico.

## Membri defunti
I membri recentemente defunti della Famiglia Reale di Svezia sono:
- S.A.R. Principe Erik, Duca di Västmanland (1889-1918), prozio del Re.
- S.A.R. Principessa Margherita, Duchessa di Scania (1882-1920), nonna del Re, prima moglie di Re Gustavo VI Adolfo.
- S.M. Regina Vittoria (1862-1930), bisnonna del Re, moglie di Re Gustavo V.
- S.A.R. Principe Gustavo Adolfo, Duca di Västerbotten (1906-1947), padre del Re.
- S.M. Re Gustavo V (1858-1950), bisnonno del Re.
- S.M. Regina Luisa (1889-1965), nonna acquisita del Re, seconda moglie di Re Gustavo VI Adolfo.
- S.A.R. Principe Guglielmo, Duca di Södermanland (1884-1965), prozio del Re.
- S.M. Re Federico IX di Danimarca (1899-1972), zio del Re, marito della Principessa Ingrid.
- S.A.R. Principessa Sibilla, Duchessa di Västerbotten (1908-1972), madre del Re.
- S.M. Re Gustavo VI Adolfo (1882-1973), nonno del Re.
- Contessa Kerstin Bernadotte di Wisborg (1910-1987), zia del Re, prima moglie del Conte Carlo Giovanni Bernadotte di Wisborg.
- S.A.R. Principe Bertil, Duca di Halland (1912-1997), zio del Re.
- S.M. Regina Ingrid di Danimarca, Principessa di Svezia (1910-2000), zia del Re.
- Conte Sigvard Bernadotte di Wisborg, nato Principe di Svezia e Duca di Uppland (1907-2002), zio del Re.
- Sonja, Contessa Bernadotte di Wisborg (1909-2004), zia del Re, seconda moglie del Conte Sigvard Bernadotte di Wisborg.
- Erica, Contessa Bernadotte di Wisborg (1911-2007), zia del Re, prima moglie del Conte Sigvard Bernadotte di Wisborg.
- Signor John Ambler (1924–2008), cognato del Re, marito della Principessa Margherita.
- Conte Carlo Giovanni Bernadotte di Wisborg, nato Principe di Svezia e Duca di Dalarna (1916-2012), zio del Re.
- S.A.R. Principessa Lilian, Duchessa di Halland (1915-2013), zia del Re, vedova del Principe Bertil.
- S.A.S. Principe Giovanni Giorgio di Hohenzollern (1932-2016), cognato del Re, marito della Principessa Brigitta.
- Contessa Gunnila Bernadotte di Wisborg (1923-2016), zia del Re, vedova e seconda moglie del Conte Carlo Giovanni Bernadotte di Wisborg.
- Barone Nils-August Silfverschiöld (1934-2017), cognato del Re, marito della Principessa Désirée.
- S.A.R. Principessa Brigitta, Principessa di Svezia e di Hohenzollern (1937-2024), seconda sorella del Re.
- Contessa Marianne Bernadotte di Wisborg (1924-2025), zia del Re, vedova e terza moglie del Conte Sigvard Bernadotte di Wisborg.